# Mont-Louis (Pyrénées-Orientales)
Mont-Louis er en by og kommune i departementet Pyrénées-Orientales i Sydfrankrig. Mont-Louis er en af 12 lokaliteter, der udgør Vaubans befæstninger, som blev optaget på UNESCOs Verdensarvsliste i 2008.
I kommunen ligger også en solovn, som blev bygget som et eksperiment i 1949.

## Geografi
Mont-Louis ligger i Pyrenæerne i 1600 m højde. Byen ligger hvor de 3 landskaber Conflent, Cerdagne og Capcir mødes.
Med sine kun 39 ha er kommunen den mindste i Pyrénées-Orientales og den 10. mindste i hele Frankrig.

## Historie
Efter Pyrenæerfreden i 1659, hvor Roussillon blev fransk, ønskede den franske konge Ludvig 14. at sikre den nye grænse mod Spanien. Opgaven tilfaldt fæstningsbyggeren Vauban, som i 1679 blandt flere projekter havde tegningerne klar for fæstningsbyen Mont-Louis. I løbet af de næste 2 år blev citadellet, som skulle huse 4.000 mand og 300 heste, bygget – primært af soldater. Den civile dele af byen udviklede sig dog kun langsomt. I 1720 var der 50 huse.
Efter den franske revolution skiftede byen i januar 1793 navn til Mont-Libre. Byen fik dog sit gamle navn tilbage 24. oktober 1803. Under Pyrenæerkrigen i 1793-94 modstod Mont-Louis to gange spanske angreb.
Fra 1946 til 1964 blev citadellet benyttet af franske elitefaldskærmstropper. Siden da har det huset militærakademiet CNEC (Centre national d'entraînement commando).

## Borgmestre
| Navn                 | Periode     |
| -------------------- | ----------- |
|                      |             |
| Michel Aldebert      | ca. 1815    |
|                      |             |
| Christian Pécout     | 2001-2002   |
| Jean-Michel Larmet   | 2002 - 2010 |
| Pierrette Cordelette | 2010 - 2018 |
| Joëlle Cordelette    | 2018 - 2020 |

## Demografi

### Udvikling i folketal
| 1962                                                              | 1968 | 1975 | 1982 | 1990 | 1999 | 2006 | 2007 | 2017 |
| ----------------------------------------------------------------- | ---- | ---- | ---- | ---- | ---- | ---- | ---- | ---- |
| 273                                                               | 391  | 250  | 239  | 200  | 270  | 292  | 185  | 152  |
| Tal fra og med 1962 er uden dobbelttælling (sans doubles comptes) |      |      |      |      |      |      |      |      |